# Ehretia changjiangensis
Ehretia changjiangensis är en strävbladig växtart som beskrevs av Fu Wu Xing och Z.X. Li. Ehretia changjiangensis ingår i släktet Ehretia och familjen strävbladiga växter. Inga underarter finns listade i Catalogue of Life.